# Orlando Valkyries 2025
Questa voce raccoglie le informazioni riguardanti le Orlando Valkyries nelle competizioni ufficiali della stagione 2024-2025.

## Stagione
Le Orlando Valkyries partecipano alla stagione 2024-25 senza alcuna denominazione sponsorizzata.
Si classificano al terzo posto nella regular season di PVF, accedendo ai play-off scudetto: in semifinale sconfiggono le Atlanta Vibe in quattro set, impiegando altrettanti parziali per piegare la resistenza delle Indy Ignite in finale, andando ad aggiudicarsi il primo titolo della propria storia.

## Organigramma societario
Area direttiva
- Presidente: David Forman
- Direttore delle operazioni: Jordan Manias

Area tecnica
- Allenatore: Amy Pauly
- Assistente allenatore: Tyler Hubbard-Neil, Gordon Mayforth, Blake Omartian
- Preparatore atletico: Emily Summerlin

Area sanitaria
- Medico: Nicole Wilson

## Rosa
| N° | Nome                 | Ruolo | Data di nascita   | Nazionalità sportiva |
| -- | -------------------- | ----- | ----------------- | -------------------- |
| 2  | Hannah Pukis         | P     | 1º settembre 2000 | Stati Uniti          |
| 3  | Pornpun Guedpard     | P     | 5 maggio 1993     | Thailandia           |
| 4  | Courtney Schwan      | S     | 9 maggio 1996     | Stati Uniti          |
| 5  | Georgia Murphy       | L     | -                 | Stati Uniti          |
| 6  | Brittany Abercrombie | O     | 28 dicembre 1995  | Porto Rico           |
| 8  | Lindsey Vander Weide | S     | 19 ottobre 1997   | Stati Uniti          |
| 9  | M'kaela White        | C     | 5 gennaio 1998    | Stati Uniti          |
| 10 | Shannon Scully       | S     | 3 marzo 1999      | Stati Uniti          |
| 11 | Kazmiere Brown       | C     | 17 ottobre 1996   | Stati Uniti          |
| 13 | Natalie Foster       | C     | -                 | Stati Uniti          |
| 14 | Adora Anae           | S     | 1º ottobre 1996   | Stati Uniti          |
| 15 | Abby Hansen          | C     | 15 agosto 2000    | Stati Uniti          |
| 16 | Melani Shaffmaster   | P     | 13 luglio 2001    | Stati Uniti          |
| 18 | Nalani Iosia         | L     | -                 | Stati Uniti          |
| 19 | Lydia Grote          | O     | 15 maggio 2002    | Stati Uniti          |
| 20 | Kira Thomsen         | S     | 6 novembre 2001   | Stati Uniti          |
| 21 | Erin Olson           | P     | 22 maggio 1998    | Stati Uniti          |
| 21 | Elli McKissock       | L     | -                 | Stati Uniti          |
| 22 | Norah Sis            | S     | 5 agosto 2003     | Stati Uniti          |
| 23 | Emmy Klika           | L     | 16 marzo 2003     | Stati Uniti          |
| -  | Madelyn Bilinovic    | L     | -                 | Stati Uniti          |

      Practice squad
      Riserva infortunata

## Mercato
| Acquisti                               | Acquisti             | Acquisti           | Acquisti   |
| R.                                     | Nome                 | da                 | Modalità   |
| -------------------------------------- | -------------------- | ------------------ | ---------- |
| O                                      | Brittany Abercrombie | Athletes Unlimited | definitivo |
| C                                      | Kazmiere Brown       | Athletes Unlimited | definitivo |
| C                                      | Natalie Foster       | Southern Methodist | definitivo |
| O                                      | Lydia Grote          | Minnesota          | definitivo |
| P                                      | Pornpun Guedpard     | IBK Altos          | definitivo |
| L                                      | Nalani Iosia         | Michigan State     | definitivo |
| P                                      | Hannah Pukis         | -                  | definitivo |
| S                                      | Shannon Scully       | Grand Rapids Rise  | definitivo |
| S                                      | Norah Sis            | Creighton          | definitivo |
| S                                      | Lindsey Vander Weide | Athletes Unlimited | definitivo |
| C                                      | M'kaela White        | Athletes Unlimited | definitivo |
| Trasferimenti nel corso della stagione |                      |                    |            |
| L                                      | Madelyn Bilinovic    | Creighton          | definitivo |
| L                                      | Emmy Klika           | Pittsburgh         | definitivo |
| L                                      | Elli McKissock       | Florida            | definitivo |
| P                                      | Erin Olson           | -                  | definitivo |
| P                                      | Melani Shaffmaster   | Amazones           | definitivo |
| S                                      | Kira Thomsen         | Erfurt             | definitivo |

| Cessioni                               | Cessioni             | Cessioni             | Cessioni   |
| R.                                     | Nome                 | a                    | Modalità   |
| -------------------------------------- | -------------------- | -------------------- | ---------- |
| C                                      | Kazmiere Brown       | Athletes Unlimited   | definitivo |
| L                                      | Paula Cerame         | Columbus Fury        | definitivo |
| S                                      | Áurea Cruz           | Changas de Naranjito | definitivo |
| O                                      | Skylar Fields        | LOVB Salt Lake       | definitivo |
| S                                      | Jillian Gillen       | Columbus Fury        | definitivo |
| P                                      | Carly Graham         | Vegas Thrill         | definitivo |
| C                                      | Madeleine McLaughlin | Esquimo              | definitivo |
| P                                      | Wilmarie Rivera      | Columbus Fury        | definitivo |
| S                                      | Carly Skjodt         | Indy Ignite          | definitivo |
| O                                      | Azhani Tealer        | Indy Ignite          | definitivo |
| C                                      | M'kaela White        | Athletes Unlimited   | definitivo |
| O                                      | Kalyah Williams      | Engelholms           | definitivo |
| Trasferimenti nel corso della stagione |                      |                      |            |
| S                                      | Adora Anae           | Vegas Thrill         | definitivo |
| L                                      | Madelyn Bilinovic    | -                    | svincolata |
| P                                      | Erin Olson           | -                    | svincolata |

## Risultati

### PVF

#### Regular season
| 9 gennaio 2025 Addition Financial Arena, Orlando   | Orlando Valkyries | 3 - 0 | San Diego Mojo    | 25-18, 25-18, 25-22               |
| 11 gennaio 2025 Fishers Event Center, Fishers      | Indy Ignite       | 3 - 1 | Orlando Valkyries | 13-25, 25-19, 25-17, 25-21        |
| 16 gennaio 2025 Viejas Arena, San Diego            | San Diego Mojo    | 1 - 3 | Orlando Valkyries | 23-25, 25-20, 17-25, 15-25        |
| 19 gennaio 2025 Lee's Family Forum, Henderson      | Vegas Thrill      | 3 - 2 | Orlando Valkyries | 22-25, 25-23, 14-25, 25-21, 15-12 |
| 26 gennaio 2025 Addition Financial Arena, Orlando  | Orlando Valkyries | 1 - 3 | Vegas Thrill      | 25-15, 23-25, 17-25, 22-25        |
| 3 gennaio 2025 Van Andel Arena, Grand Rapids       | Grand Rapids Rise | 3 - 2 | Orlando Valkyries | 24-26, 25-15, 17-25, 25-18, 15-12 |
| 2 febbraio 2025 Addition Financial Arena, Orlando  | Orlando Valkyries | 3 - 0 | Omaha Supernovas  | 25-22, 25-18, 25-20               |
| 6 febbraio 2025 Gas South Arena, Duluth            | Atlanta Vibe      | 0 - 3 | Orlando Valkyries | 14-25, 18-25, 23-25               |
| 8 febbraio 2025 Addition Financial Arena, Orlando  | Orlando Valkyries | 1 - 3 | Indy Ignite       | 26-28, 25-19, 25-21, 25-20        |
| 12 febbraio 2025 Nationwide Arena, Columbus        | Columbus Fury     | 1 - 3 | Orlando Valkyries | 25-15, 24-26, 18-25, 20-25        |
| 15 febbraio 2025 Addition Financial Arena, Orlando | Orlando Valkyries | 3 - 0 | Grand Rapids Rise | 25-18, 25-23, 26-24               |
| 2 febbraio 2025 Addition Financial Arena, Orlando  | Orlando Valkyries | 3 - 0 | Vegas Thrill      | 25-15, 25-21, 25-17               |
| 27 febbraio 2025 CHI Health Center Omaha, Omaha    | Omaha Supernovas  | 0 - 3 | Orlando Valkyries | 24-26, 18-25, 24-26               |
| 1º marzo 2025 Addition Financial Arena, Orlando    | Orlando Valkyries | 3 - 2 | Atlanta Vibe      | 25-17, 25-18, 15-25, 19-25, 15-13 |
| 9 marzo 2025 Addition Financial Arena, Orlando     | Orlando Valkyries | 3 - 1 | Columbus Fury     | 25-27, 25-21, 25-18, 25-21        |
| 13 marzo 2025 Addition Financial Arena, Orlando    | Orlando Valkyries | 2 - 3 | San Diego Mojo    | 25-17, 16-25, 15-25, 25-15, 15-17 |
| 15 marzo 2025 Addition Financial Arena, Orlando    | Orlando Valkyries | 1 - 3 | Omaha Supernovas  | 23-25, 25-18, 22-25, 24-26        |
| 19 marzo 2025 Viejas Arena, San Diego              | San Diego Mojo    | 1 - 3 | Orlando Valkyries | 23-25, 23-25, 25-23, 12-25        |
| 21 marzo 2025 Gas South Arena, Duluth              | Atlanta Vibe      | 3 - 1 | Orlando Valkyries | 21-25, 25-17, 25-23, 25-16        |
| 3 marzo 2025 Addition Financial Arena, Orlando     | Orlando Valkyries | 2 - 3 | Indy Ignite       | 21-25, 25-20, 25-21, 15-25, 11-15 |
| 5 aprile 2025 CHI Health Center Omaha, Omaha       | Omaha Supernovas  | 3 - 1 | Orlando Valkyries | 14-25, 25-17, 25-23, 25-15        |
| 1º aprile 2025 Addition Financial Arena, Orlando   | Orlando Valkyries | 3 - 1 | Grand Rapids Rise | 25-18, 18-25, 25-18, 25-15        |
| 12 aprile 2025 Addition Financial Arena, Orlando   | Orlando Valkyries | 0 - 3 | Atlanta Vibe      | 25-27, 23-25, 14-25               |
| 18 aprile 2025 Nationwide Arena, Columbus          | Columbus Fury     | 0 - 3 | Orlando Valkyries | 17-25, 18-25, 17-25               |
| 25 aprile 2025 Fishers Event Center, Fishers       | Indy Ignite       | 1 - 3 | Orlando Valkyries | 25-22, 16-25, 24-26, 26-28        |
| 27 aprile 2025 Addition Financial Arena, Orlando   | Orlando Valkyries | 3 - 1 | Columbus Fury     | 22-25, 29-27, 25-22, 25-18        |
| 3 aprile 2025 Van Andel Arena, Grand Rapids        | Grand Rapids Rise | 2 - 3 | Orlando Valkyries | 25-19, 25-17, 23-25, 21-25, 14-16 |
| 2 maggio 2025 Lee's Family Forum, Henderson        | Vegas Thrill      | 1 - 3 | Orlando Valkyries | 22-25, 25-21, 19-25, 19-25        |

#### Play-off scudetto
| Semifinale - 9 maggio 2025 Lee's Family Forum, Henderson | Atlanta Vibe      | 1 - 3 | Orlando Valkyries | 18-25, 23-25, 25-18, 16-25 |
| Finale - 11 maggio 2025 Lee's Family Forum, Henderson    | Orlando Valkyries | 3 - 1 | Indy Ignite       | 25-21, 25-19, 19-25, 25-15 |

## Statistiche

### Statistiche di squadra
| Competizione | Punti | In casa | In casa | In casa | In trasferta | In trasferta | In trasferta | Totale | Totale | Totale |
| Competizione | Punti | G       | V       | P       | G            | V            | P            | G      | V      | P      |
| ------------ | ----- | ------- | ------- | ------- | ------------ | ------------ | ------------ | ------ | ------ | ------ |
| PVF          | 56    | 14      | 9       | 5       | 14           | 9            | 5            | 30     | 20     | 10     |
| Totale       | -     | 14      | 9       | 5       | 14           | 9            | 5            | 30     | 20     | 10     |

### Statistiche dei giocatori
| Giocatrice      | PVF | PVF | PVF | PVF | PVF | Totale | Totale | Totale | Totale | Totale |
| Giocatrice      | P   | PT  | AV  | MV  | BV  | P      | PT     | AV     | MV     | BV     |
| --------------- | --- | --- | --- | --- | --- | ------ | ------ | ------ | ------ | ------ |
| B. Abercrombie  | 30  | 558 | 511 | 36  | 11  | 30     | 558    | 511    | 36     | 11     |
| A. Anae         | 16  | 189 | 167 | 14  | 8   | 16     | 189    | 167    | 14     | 8      |
| M. Bilinovic    | -   | -   | -   | -   | -   | -      | -      | -      | -      | -      |
| K. Brown        | 29  | 353 | 249 | 83  | 21  | 29     | 353    | 249    | 83     | 21     |
| N. Foster       | 30  | 305 | 190 | 68  | 47  | 30     | 305    | 190    | 68     | 47     |
| L. Grote        | 17  | 30  | 30  | 0   | 0   | 17     | 30     | 30     | 0      | 0      |
| P. Guedpard     | 29  | 32  | 18  | 9   | 5   | 29     | 32     | 18     | 9      | 5      |
| A. Hansen       | 7   | 25  | 15  | 7   | 3   | 7      | 25     | 15     | 7      | 3      |
| N. Iosia        | 18  | 0   | 0   | 0   | 0   | 18     | 0      | 0      | 0      | 0      |
| E. Klika        | 7   | 0   | 0   | 0   | 0   | 7      | 0      | 0      | 0      | 0      |
| E. McKissock    | 4   | 1   | 0   | 0   | 1   | 4      | 1      | 0      | 0      | 1      |
| G. Murphy       | 16  | 0   | 0   | 0   | 0   | 16     | 0      | 0      | 0      | 0      |
| E. Olson        | 1   | 0   | 0   | 0   | 0   | 1      | 0      | 0      | 0      | 0      |
| H. Pukis        | 5   | 5   | 2   | 1   | 2   | 5      | 5      | 2      | 1      | 2      |
| C. Schwan       | 29  | 257 | 219 | 31  | 7   | 29     | 257    | 219    | 31     | 7      |
| S. Scully       | 27  | 7   | 6   | 1   | 0   | 27     | 7      | 6      | 1      | 0      |
| M. Shaffmaster  | 11  | 12  | 7   | 4   | 1   | 11     | 12     | 7      | 4      | 1      |
| N. Sis          | 12  | 83  | 75  | 6   | 2   | 12     | 83     | 75     | 6      | 2      |
| K. Thomsen      | 0   | 0   | 0   | 0   | 0   | 0      | 0      | 0      | 0      | 0      |
| L. Vander Weide | 21  | 178 | 158 | 15  | 5   | 21     | 178    | 158    | 15     | 5      |
| M. White        | 7   | 13  | 4   | 9   | 0   | 7      | 13     | 4      | 9      | 0      |

P = presenze; PT = punti totali; AV = attacchi vincenti; MV = muri vincenti; BV = battute vincenti